# Gigantotrichoderes conicicollis
Espèce
Gigantotrichoderes conicicollis  est une espèce d'insectes coléoptères de la famille des Cerambycidae, de la sous-famille des Cerambycinae et de la tribu des Torneutini.

## Dénomination
L'espèce Gigantotrichoderes conicicollis a été décrite par l'entomologiste hongrois Friedrich F. Tippmann en 1953.

### Articles liés
- Liste des Cerambycinae de Guyane
- Galerie des Cerambycidae